# Słoneczne ciasto
Słoneczne ciasto (ros. Сонячний коровай) – radziecki animowany film krótkometrażowy z 1981 roku w reżyserii Ałły Graczowej.

## Wersja polska
- Wersja polska: Studio Opracowań Filmów w Warszawie
- Reżyseria: Henryka Biedrzycka
- Dialogi: Wanda Kępczyk
- Dźwięk: Stanisław Uszyński
- Montaż: Halina Ryszowiecka
- Kierownictwo produkcji: Jan Szatkowski

Źródło: